# شث ريشي
شث ريشي (الاسم العلمي:Dodonaea pinnata) هو نوع من النباتات يتبع جنس الشث من الفصيلة الصابونية.